# 紫茎泽兰
紫茎泽兰（学名：Ageratina adenophora），又名解放草、破坏草、马鹿草、大黑草 、花升麻、细升麻，为菊科泽兰族假藿香蓟属多年生草本植物或亚灌木，原产于墨西哥，自19世纪作为一种观赏植物在世界各地引种后，因其繁殖力强，已成为全球性的入侵物种。在2003年由国家环保总局和中国科学院发布的《中国第一批外来入侵物种名单》中名列第一位。

## 形态特征
植株高高20～150厘米，最高可达2米，茎直立，呈暗紫褐色，茎枝被白色、灰色或锈色短柔毛，叶对生，叶片呈三角状卵形、菱状卵形、菱状三角形或近三角形，长4～10厘米，宽2～7厘米，边缘具圆锯齿，头状花序通常在茎枝顶端排成伞房花序或复伞房花序，有40～50朵小花。花序直径约1.5毫米，无毛，具多数小窝孔。花冠白色，极稀淡黄色或淡红色，长3.5～4毫米，冠管极细，与冠檐近等长或稍长。行有性和无性繁殖。每株可年产瘦果1万粒左右，藉冠毛随风传播。根状茎发达，可依靠强大的根状茎快速扩展蔓延。能分泌化感物，排挤邻近多种植物。

## 分布
原产于墨西哥、哥斯达黎加一带，现作为全球性的入侵物种广泛生长于美洲、太平洋岛屿、菲律宾、中南半岛、印尼和澳大利亚等地。在中国于1935年在云南南部首次发现，可能经缅甸传入。现在在云南、广西、贵州、四川（西南部）以及台湾等都有分布。垂直分布上限为海拔2500米。

## 危害
紫茎泽兰自19世纪作为一种观赏植物在世界各地引种后，经历了近一个世纪的繁衍并野化，已成为全球性的入侵物种，造成广泛的生态性灾害。其繁殖力极强，在其发生区常形成单种优群落，排挤本地植物；侵入经济林地和农田，影响栽培植物生长；堵塞水渠，阻碍交通，全株有毒性，牲畜误食会引发疾病甚至死亡，危害畜牧业。

## 控制方法
目前对紫茎泽兰的控制方法主要有生物防治、替代控制和化学防治三种。

### 生物防治
目前国内外广泛使用的是利用泽兰实蝇（學名：Procecidochares utilis）作为天敌控制紫茎泽兰的生长，
野外寄生率可达50%以上；中国科学院昆明植物研究所研究发现，块菌也可以抑制紫茎泽兰的生长。

### 替代控制
用臂形草、红三叶草、狗牙根等植物进行替代控制有一定成效。

### 化学防治
2,4-二氯苯氧乙酸、草甘膦、敌草快、麦草畏等10多种除草剂对紫茎泽兰地上部分有一定的控制作用，但对于根部效果较差。

## 利用
紫茎泽兰的全草可药用，有小毒。在云南南部民间取其茎叶煮水洗，治疗香港脚和稻田湿疹，也有以叶揉擦患处，能止血、止痛、消炎。由于其富含植物蛋白，经过脱毒后可以用于制作草粉饲料、有机肥料；由于其生长于高温地带、色彩明艳，也可用于制作植物染料；因其富含绿原酸且提取率达1%，潜在经济价值巨大。此外，经测定紫茎泽兰的生物质燃料能量要大于其他生物质，可作为生物质能源燃料。